# Обресков, Александр Васильевич
Александр Васильевич Обресков (1757—1812) — генерал от кавалерии, финляндский военный губернатор.

## Биография
Родился 4 августа 1757 года. Происходил из рода Обресковых. Сын капитан-поручика Василия Ивановича Обрескова. Старший брат Н. В. Обрескова.
Начав действительную военную службу с 1777 года в Измайловском полку, Обресков, благодаря постоянному участию в войнах, быстро повышался чинах и 21 апреля 1787 года был произведён уже в полковники, с назначением в Рижский карабинерный полк. Четыре года спустя, 25 марта 1791 года, он был произведён в бригадиры с оставлением при Рижском карабинерном полку.
Произведённый 1 января 1795 года в генерал-майоры, спустя три года он в звании инспектора Кавказской кавалерии и в чине генерал-лейтенанта (с 10 марта 1798) был назначен в действующие войска на Кавказской линии, где за отличия в делах против горцев был награждён орденом Св. Владимира 3-й степени. За время отсутствия командующего Кавказской линией генерал-лейтенанта К. Ф. Кнорринга Обрезков некоторое время исполнял его обязанности.

Памятник Александру Васильевичу Обрескову на Покровском некрополе (Ульяновск).

А. В. Обресков с 3 декабря 1796 года был шефом Владимирского драгунского полка; затем — шеф Эскадронного полка (3.4.1800—30.3.1801) и вновь Владимирского драгунского (30.3.1801—3.3.1802).
Затем, 11 февраля 1800 года Обресков был произведён в генералы от кавалерии и назначен инспектором Московской кавалерии (с 9 октября 1803 по 29 сентября 1805). За беспорочную выслугу 25 лет в офицерских чинах 26 ноября 1802 года он был удостоен ордена Св. Георгия 4-й степени (№ 1289 по списку Григоровича — Степанова).
Служба на Кавказе дала возможность Обрескову проявить, кроме военных, ещё и административные способности, и он в 1805 году был назначен на важный пост Финляндского военного губернатора и управляющего гражданской частью. В 1809 году ему был пожалован орден Св. Александра Невского.
В 1810 году, 24 февраля, Обресков по болезни вышел в отставку и переехал на жительство в Симбирск. Умер 16 января 1812 года. Похоронен на кладбище Симбирского Покровского мужского монастыря, ныне Покровский некрополь.

## Семья
Сын Василий служил статским советником. Пётр к 1811 г. унаследовал имение Лопатино. Другие дети в 1807 г.: Павел (род. 03.04.1797) 10 лет; Александр, 7 лет; Екатерина, 17 лет; Варвара, 9 лет.

## Награды
- орден Св. Владимира 3-й ст.
- орден Св. Георгия 4-й ст. (1802)
- орден Св. Александра Невского (1809)